# Socialisme arabe
 (février 2021).
Le socialisme arabe (arabe : الاشتراكية العربية, al-ishtirākīya al-‘arabīya) est une idéologie politique basée à la fois sur le panarabisme et sur le socialisme, faisant partie des éléments constitutifs du nationalisme arabe au sens moderne du terme. L'idéologie socialiste arabe ne doit pas être confondue avec la tradition socialiste du monde arabe.

## Influence
Le socialisme arabe représente une tendance politique qui est historiquement très importante dans le monde arabe, bien que son influence ait depuis diminué en faveur du socialisme à tendance islamique.
L'influence intellectuelle et politique du socialisme arabe était extrêmement importante dans les années 1950 et les années 1960, quand elle a constitué la base idéologique des partis et des mouvements nationalistes arabes comme le Parti Baath, le nassérisme et le Mouvement nationaliste arabe.
Le terme de socialisme arabe a été inventé par Michel Aflaq, l'un des fondateurs du Parti Baath arabe socialiste. Ce terme avait pour but de distinguer le socialisme arabe des autres socialismes, c'était un socialisme opposé aux idées marxistes. Bien qu'il se distingue du communisme, notamment dans son rapport à la religion, il en partage aussi certaines caractéristiques telles qu'une méfiance plus ou moins prononcée à l'égard de la féodalité, du tribalisme ou encore du patriarcat.
C'était un socialisme intimement lié au sentiment anticolonialiste et anti-impérialiste de l'époque, cet aspect s'est globalement manifesté dans l'idéologie politique des nationalistes arabes. Par exemple, le programme économique des socialistes arabes s'est concentré sur l'hostilité avec les anciennes puissances coloniales, la redistribution des terres qui avaient autrefois été confiées à des colons, la nationalisation du pétrole ou du Canal de Suez, et l'indépendance économique qui devait permettre au monde arabe de prendre son indépendance politique vis-à-vis de l'Occident.
Les plus grandes réformes économiques socialistes arabes ont été la réforme agraire en Égypte (1952), en Syrie (1963) et en Irak (1970) et la nationalisation de certaines industries comme l'industrie pétrolière ou bancaire.

## Socialisme baassiste
Pour Aflaq, le socialisme arabe était une idéologie nécessaire pour la recherche de l'unité et de la liberté du monde arabe, car il pensait que seul un système socialiste de propriété et de développement surmonterait le retard pris par les pays arabes à cause du colonialisme.
Les socialistes arabes rejetaient les idées marxistes qu'ils jugeaient matérialiste, internationaliste et athée, et qui s'adaptaient mal à la situation intérieure arabe. C'est ainsi qu'Aflaq et Bitar lancent en 1944 l'expression socialisme arabe.
Ils expliquent,
« Il n'est pas difficile pour les Arabes, s'ils se libèrent du cauchemar du communisme, de découvrir un socialisme arabe émanant de leur âme, […] au service du nationalisme arabe et comme facteur essentiel de sa résurrection. »
Wahib Ghanim, le disciple d'Arzouzi, défend quant à lui un socialisme libéral, un socialisme qui signifie l'égalité des chances.
Les socialistes arabes approuvaient en grande partie la politique menée par les socialistes européens, mais ils avaient des bases intellectuelles et spirituelles divergente avec les socialistes européens. 
Les structures sociales considérés par eux comme primitives, telle que le féodalisme, le nomadisme, le tribalisme, le sectarisme religieux et le système patriarcal devaient être abolies, mais pas au point de diviser les citoyens qui ont constitué l'identité arabe.
Pour Arzouzi, le peuple doit pleinement participer à la vie politique arabe. Le peuple doit participer à la marche de l'État par des assemblées locales, nationales, par la liberté de la presse etc. Arzouzi justifie cette envie démocratique par le fait que pour lui, « tout homme arabe est baasiste par nature. » Il affirme que le Baas ne devrait pas craindre un débat parlementaire, car pour lui, c'est par le débat que le socialisme réel commence.
Il encourageait l'emploi massif de paysans et d'ouvriers dans l'armée plutôt que de diplômés, car pour lui « l'Arabe authentique, non frelaté par les influences impérialistes, c'est l'ouvrier et le paysan. »
La charte du parti Baas précise,
«  Art.42 Faire disparaître l'inégalité de classe et la discrimination. L'inégalité de classe est le résultat d'un état social corrompu. Pour cette raison le parti lutte dans les rangs des classes laborieuses opprimées de la société, jusqu'à ce que cessent cette inégalité et cette discrimination, que les citoyens recouvrent tous leur valeur humaine intégrale, et qu'il leur soit rendu possible de vivre dans un régime social équitable, sans privilège de l'un sur l'autre, sinon celui de la capacité de l'esprit et de l'habilité de la main. »

### Le socialisme arabe en Irak
Quand le parti Baas et Saddam Hussein arrivent au pouvoir en Irak, ils mènent une politique moderniste. D'énormes progrès dans le domaine social auront été accomplis sous la présidence de Saddam Hussein. L'Irak s'industrialise rapidement et devient l'un des pays arabes où le niveau de vie est le plus élevé, avec comme résultat l’émergence d’une véritable classe moyenne.
Saddam lance la « Campagne nationale pour l'éradication de l'illettrisme » un plan ambitieux visant à lutter contre l'analphabétisme. L'école devient gratuite, obligatoire et séculière pour les garçons et les filles. L'Unicef reconnaît que l'Irak a pratiquement éradiqué l'illettrisme et aura poussé la scolarisation des Irakiens à un niveau encore inédit au Moyen-Orient. En 1982, l'Unesco remet un trophée à l'Irak pour l'effort d'alphabétisation dont avait fait preuve le gouvernement à l'égard des filles. Par ailleurs, une élite intellectuelle et scientifique voit rapidement le jour.
« Le système éducatif en Irak avant 1991 était l’un des plus performants dans la région, avec un taux brut de scolarisation proche de 100 % dans l’enseignement primaire et un niveau élevé d’alphabétisation pour les deux sexes. L’enseignement supérieur était de qualité, particulièrement dans les établissements d’enseignement scientifique et technologique, et le corps enseignant compétent et motivé. »
Les frais d'hospitalisation sont dorénavant pris en charge par l'État et des subventions sont accordées aux fermiers. Le système de santé irakien devient l'un des plus modernes et les plus efficaces de tout le monde arabe ; les services publics ne sont pas en reste, car le recrutement se fait dorénavant sur le mérite.
L'Irak dépendant grandement de l'exportation du pétrole, Saddam tenta de diversifier l'économie en menant un plan d'industrialisation. L'Irak devient donc le premier État arabe à avoir utilisé sa rente pétrolière pour procéder à son industrialisation. Il entreprend la construction de routes, de grands axes autoroutiers et des bâtiments ainsi que le développement d'industries. Il lance une révolution énergétique, amenant l'électrification de presque toutes les villes d'Irak (même les villes se situant dans les campagnes ou difficile d'accès).
Avant les années 1970, l'Irak était un pays largement rural ; à la suite des différentes réformes, l'urbanisation s'étend. Saddam redistribue les terres aux paysans, qui étaient auparavant dans les mains d'une minorité de personnes. Il lance une réforme agraire devant permettre aux fermiers de maximiser le profit de leur exploitation. L'agriculture est donc mécanisée, et les paysans ne sachant pas utiliser les nouvelles machines sont formés par le gouvernement. Cette réforme avait également comme but de mettre fin au féodalisme.
Il lance également une véritable politique culturelle, il réhabilite et entretient les anciens palais datant de l'Empire Abbasside, l'ancienne cité de Babylone, les palais de Nabuchodonosor, la triple enceinte ainsi que la porte d'Ishtar à Babylone. Il fonde plusieurs musées à Bagdad en vue de rassembler et de conserver le patrimoine historique irakien.
En 1980, l'Irak était le seul pays arabe en passe d'atteindre l'autosuffisance alimentaire.

## Socialisme nassérien
Le socialisme nassérien est un socialisme issu de la pensée du président égyptien, Gamal Abdel Nasser.
Pour Nasser, l'union de la nation tout entière ne peut se faire qu'avec toutes ses couches sociales.
Il pensait qu'il suffirait pour cela de briser la grande bourgeoisie terrienne et en particulier la famille royale égyptienne.
C'est sur cette base qu'il lança sa réforme agraire, en redistribuant les terres.
Pour distinguer son socialisme du communisme, Nasser parle de socialisme arabe pour marquer le fait que l'unité nationale panarabe des classes l'emporte sur la lutte des classes telle que l'entend le communisme. Pour eux, comme il ne peut y avoir qu'une seule nation arabe, il ne peut y avoir qu'un seul socialisme arabe, c'est ainsi que les socialismes locaux, que ce soit le socialisme destourien de Bourguiba ou le socialisme palestinien sont condamnés par le gouvernement nassérien. L'union des pays arabes socialistes devrait permettre, à un gouvernement autoritaire, l'application d'une planification économique globale et la nationalisation de tous les moyens de production du monde arabe.

## Liban
Pendant la guerre civile libanaise (1975-1990), les formations politiques socialistes ou communistes (notamment le Parti socialiste progressiste et le Parti communiste libanais) font le choix de la solidarité avec les Palestiniens et défendent une profonde réforme du système politique libanais, marqué par le confessionnalisme.

## Déclin ou renouveau
Le socialisme arabe dépendait grandement des mouvements nationalistes arabes et de l'idéologie panarabe, elle perd une grande partie de son influence après la défaite de la guerre israélo-arabe de 1967.
Les socialistes perdront leur influence quand les militaires instrumentaliseront le socialisme et des partis socialistes pour se maintenir au pouvoir, comme avec le parti Baas en Syrie et en Irak.
Cependant, le socialisme arabe est aujourd'hui largement défendu par des intellectuels arabes, en particulier les notions d'égalitarisme, de troisième voie entre le capitalisme «égoïste» et le socialisme «athée». Ce sont des idées qui demeurent importantes dans la vie politique arabe.
Aujourd'hui les partis socialistes arabes sont mineurs, bien qu'ils influencent la politique de beaucoup d'États arabes. En Tunisie, à la suite de la révolution de 2011 contre le régime de Zine el-Abidine Ben Ali, plusieurs courants de la gauche tunisienne formèrent un Front populaire qui fit un temps l’objet d’une véritable dynamique électorale. Le Forum social mondial de Tunis de mars 2013 permit de rapprocher les mouvements progressistes arabes avec les nouvelles gauches altermondialistes. En Égypte, le nassérien Hamdine Sabahi rassembla 20 % des suffrages à la présidentielle de 2012, mobilisant syndicalistes et militants de gauche égyptiens. Le Parti communiste libanais et le mouvement Citoyennes et citoyens dans un État, fondé par Charbel Nahas, furent fortement mobilisés dans les manifestations de 2019-2021 au Liban, mais échouèrent toutefois aux élections législatives de 2022. Le Front populaire de libération de la Palestine (FPLP) reste également actif en Palestine.

## Penseurs arabes socialistes
- Michel Aflaq
- Salah al-Din al-Bitar
- Zaki al Arzouzi
- Hafez el-Assad
- Bachar el-Assad
- Akram Hourani
- Houari Boumediene
- Ahmed Ben Bella
- Gamal Abdel Nasser
- Mehdi Ben Barka
- Mouammar Kadhafi
- Ahmed Hassan al-Bakr
- Saddam Hussein
- Tarek Aziz
- Ezzat Ibrahim al-Douri
- Mohamed Boudiaf
- Habib Bourguiba